# Jealous Gods
Jealous Gods é o sexto álbum de estúdio da banda de rock alternativo finlandesa Poets of the Fall, lançado em 19 de setembro de 2014.

## Faixas
Todas as faixas escritas e compostas por Poets of the Fall. 
| N.º            | Título                   | Duração |  |
| 1.             | "Daze"                   | 5:26    |  |
| 2.             | "Jealous Gods"           | 4:37    |  |
| 3.             | "Rumors"                 | 5:00    |  |
| 4.             | "Brighter Than the Sun"  | 4:17    |  |
| 5.             | "Love Will Come to You"  | 4:18    |  |
| 6.             | "Rogue"                  | 4:26    |  |
| 7.             | "Rebirth"                | 4:18    |  |
| 8.             | "Hounds to Hamartia"     | 5:06    |  |
| 9.             | "Clear Blue Sky"         | 3:27    |  |
| 10.            | "Choice Millionaire"     | 4:50    |  |
| 11.            | "Nothing Stays the Same" | 4:35    |  |
| Duração total: | Duração total:           | 50:20   |  |

## Créditos Musicais
- Marko "Mark" Saaresto: voz
- Olli "Ollie" Tukiainen: guitarra, violão
- Markus "Captain" Kaarlonen: teclados e efeitos

### Músicos de apoio
- Jaska "Daddy" Mäkinen: guitarra rítmica
- Jani Snellmann: baixo
- Jari Salminen: bateria
- Camilla Bäckman, Emmi Salo, Juuli Ilmonen - instrumentos de corda na faixa 7

## Desempenho nas Paradas Musicais
| Álbum              | Data de lançamento                       | Paradas musicais | Certificações |
| ------------------ | ---------------------------------------- | ---------------- | ------------- |
| '''Jealous Gods''' | 19 de Setembro de 2014 (iTunes, Spotify) | #1               |               |